# Academia Leopoldina

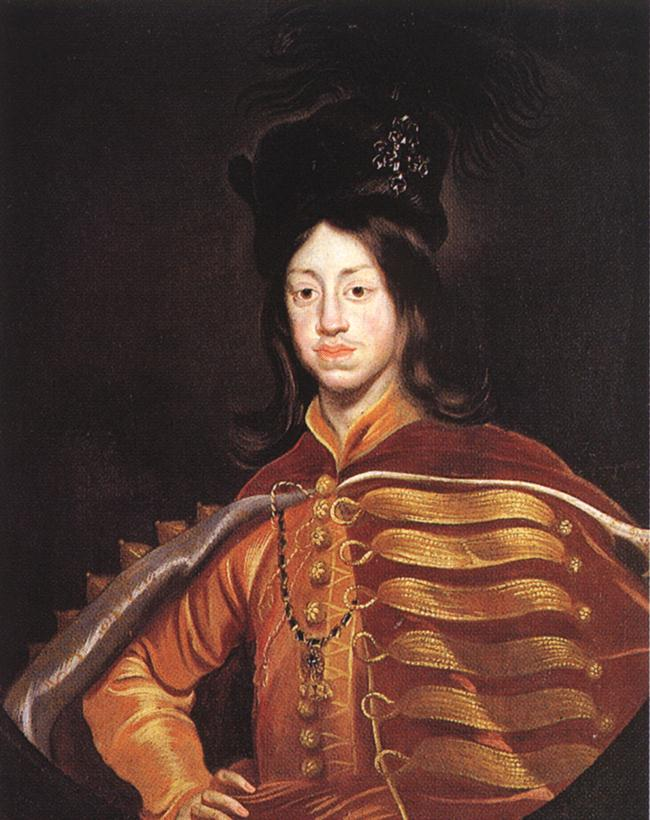
Imperador Leopoldo I

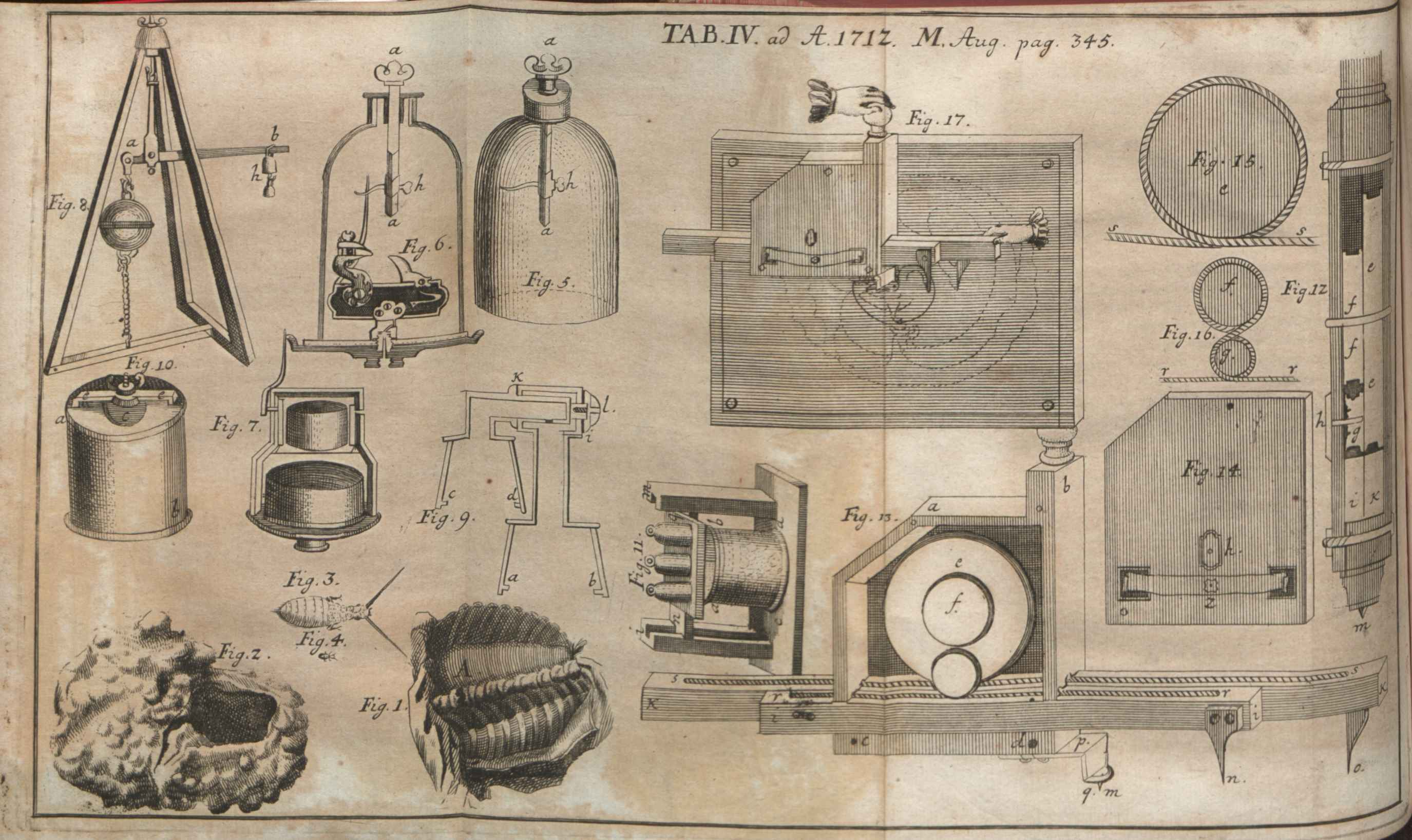
Ilustração do Acta Eruditorum (1712) no qual as Naturae Curiosorum Ephemerides foram publicadas

Leopoldina é a academia nacional da Alemanha. Fundada em 1 de janeiro de 1652, foi historicamente conhecida até 2007 como Academia Alemã Leopoldina dos Cientistas Naturais (em alemão:  Deutsche Akademie der Naturforscher Leopoldina), quando então declarada pelo governo alemão como a academia nacional alemã.
A Leopoldina está atualmente localizada em Halle an der Saale, porém seu futuro assento é ainda incerto. A Leopoldina é, p. 5 a mais antiga sociedade científica de existência ininterrupta do mundo.